# Hylodesmum podocarpum
Hylodesmum podocarpum är en ärtväxtart som först beskrevs av Dc., och fick sitt nu gällande namn av Hiroyoshi Ohashi och Robert Reid Mill. Hylodesmum podocarpum ingår i släktet Hylodesmum och familjen ärtväxter.

## Underarter
Arten delas in i följande underarter:
- H. p. fallax
- H. p. oxyphyllum
- H. p. podocarpum
- H. p. szechuenense